# DJ Jad
DJ Jad, pseudonimo di Vito Luca Perrini (Bollate, 27 dicembre 1966), è un disc jockey italiano, noto per aver fondato negli anni novanta gli Articolo 31 insieme a J-Ax.
Dal 2006, in seguito allo scioglimento del gruppo, ha intrapreso la carriera solista, per poi unirsi artisticamente al rapper Ciccio Pasticcio creando il gruppo Udite Suoni Buoni.

## Biografia

### Articolo 31
Appassionato di hip hop sin da bambino, DJ Jad ne diventa seguace sin dal 1979 ascoltando Whodini, Run DMC e la black music, genere madre che ha nutrito la sua matrice musicale. Con gli Articolo 31 è stato uno dei primi artisti a realizzare un disco hip hop in italiano insieme ai Radical Stuff, Isola Posse All Stars e Comitato.
Nel 1992 esce il primo singolo del gruppo, 6 quello che 6, seguito nel 1993 dall'album Strade di città. Nel 1994 esce l'album, Messa di vespiri, che contiene tra gli altri Ohi Maria. Con questa canzone il duo milanese si aggiudicò il premio Un disco per l'estate. Nel 1996 esce Così com'è seguito dal video dei live dal titolo Così come siamo e vi compaiono Lucio Dalla, Tosca e Francesco Guccini come autore de L'avvelenata. Gli Articolo 31 si aggiudicarono ben sei dischi di platino con questo album, il cd infatti riesce a vendere 600 000 copie, cifra ragguardevole per il genere.
Nel 1998 esce l'album Nessuno preceduto dal singolo La fidanzata, contenente un pregevole campionamento della voce di Natalino Otto. Nello stesso anno con questo singolo DJ Jad vinse gli MTV Europe Music Awards come Best Italian Act. Nel 1999 esce l'ultimo lavoro in stile rap degli Articolo 31, Xché sì, con collaborazioni di altri artisti, fra i quali il MC Kurtis Blow. In seguito uscirà Greatest Hits, anticipato dall'inedito Volume e contenente anche l'altro inedito Così mi tieni del 1997.
Nel 2001 DJ Jad è protagonista insieme a J-Ax del film Senza filtro. Nella pellicola, uscita nelle sale il 31 agosto 2001, si racconta la vita sociale che circonda i "ragazzi del quartiere", tra storie di vita che si intrecciano tra loro e i relativi sogni. Nel 2002 esce Domani smetto, che sancisce la svolta pop rock degli Articolo 31, e quindi si perdono le sonorità hip hop. Nel 2004 escono Italiano medio e La riconquista del Forum, quest'ultimo un album dal vivo del 1º aprile 2004 al Mediolanum Forum di Assago che comprende i singoli inediti Barbecue e Nato sbagliato.

### Solista
Nel 2005 esce la doppia compilation Back on Track, prodotta da BMG Ricordi, nella quale Jad raccoglie il meglio della produzione hip hop e R'n'b degli ultimi anni e li remixa a suo piacimento passando da brani di artisti come Whodini, The Roots, Run DMC, Cypress Hill e Angie Stone per arrivare a Missy Elliott, Alicia Keys e Outkast. Nel 2006 DJ Jad pubblica il suo primo cd da solista, nonché il sogno più grande della sua vita, intitolato Milano-New York, progetto artistico realizzato a New York, in collaborazione con artisti come Keith Murray, Buckshot, Tony Touch, Smif n wessun e altri pionieri indiscussi della storia dell'Hip Hop newyorkese e mondiale.
Nel frattempo, Jad lancia il progetto "Salviamo il vinile", il supporto che negli anni è stato rimpiazzato dalla musica digitale e che ha cambiato la fruizione del prodotto musicale. Il suo obiettivo principale è quello di sensibilizzare il pubblico sull'estinzione del disco come vero e proprio oggetto materiale e lo invita a non perdere il gusto di possedere tra le mani "la musica". Nel 2007 Esce il pezzo Scandalo con i Sud Sound System e nel 2008 realizza l'intro dell'ultimo album di Chief.
A quattro anni dall'uscita di Milano-New York, DJ Jad ritorna con l'album Il sarto, pubblicato il 29 gennaio 2010 attraverso la sua etichetta LaSartoriaRecord e caratterizzato dalla partecipazione di artisti come Ensi, Amir, DJ Enzo, Cor Veleno e Oscar White. Il disco è stato anticipato nel 2009 dall'uscita del singolo Stessa onda inciso con la collaborazione di Paolo Brera e Roy Paci, e Se lo vuoi a gennaio 2010, con la voce di DiDie. Sempre nel 2010 collabora con Fabrizio Moro e i Jarabe de Palo nel brano Non è una canzone, presentato al Festival di Sanremo. Nel 2011 esce il terzo album Instrumental, che come suggerisce il titolo contiene solo basi strumentali, in cui Jad unisce alle solite sonorità hip hop nuovi generi musicali come il jazz e il blues. Il 2 novembre 2015, attraverso la propria pagina Facebook, DJ Jad ha annunciato la pubblicazione del quarto album in studio Beat in My Soul, uscito il 15 dicembre dello stesso anno nei formati CD e doppio LP.

### Udite Suoni Buoni
Nel 2012 DJ Jad ha annunciato attraverso il suo profilo di Facebook di aver fondato il gruppo Udite Suoni Buoni insieme al rapper Ciccio Pasticcio. Il 30 marzo 2012 il duo ha pubblicato per il download gratuito il brano Spargiamo amore, seguito il 6 giugno dal singolo esce Ora che.
Il 7 dicembre 2012 il gruppo pubblica il secondo singolo Tempo Imperfetto e comunica ufficialmente la data d'uscita del primo album del duo, L'astronave, per il 28 gennaio 2013, poi rimandata al 5 marzo 2013 ed infine al 19 marzo 2013 per dei ritardi nel rilascio di alcune autorizzazioni per dei campionamenti presenti nel disco. La prevendita del singolo Dipende da te su iTunes rimane tuttavia il 5 marzo 2013. L'album è prodotto da La Sartoria Records, etichetta discografica indipendente di proprietà dello stesso DJ Jad.

### Ritorno degli Articolo 31
Il 12 settembre 2018 J-Ax ha annunciato cinque concerti speciali presso il Fabrique di Milano per celebrare i suoi 25 anni di carriera, diventati poi dieci, i quali hanno registrato il tutto esaurito con un'affluenza complessiva di 31.500 persone. Per l'occasione il rapper, rivelando anche il proprio riavvicinamento a DJ Jad, ha sancito così il ritorno ufficiale degli Articolo 31.
Nel 2023 hanno preso parte per la prima volta in carriera al Festival di Sanremo 2023 con il brano Un bel viaggio, segnando il primo inedito effettivo del duo dopo circa vent'anni.

## Discografia

### Da solista
Album in studio
- 2006 – Milano - New York
- 2010 – Il sarto
- 2011 – Instrumental
- 2015 – Beat in My Soul

Raccolte
- 2004 – Back on Track

Singoli
- 2006 – This Feeling
- 2006 – By My Side
- 2006 – Vesuvius
- 2006 – Born in the City
- 2009 – Stessa onda
- 2010 – Se lo vuoi
- 2010 – Due settimane
- 2010 – Sorrisi a tradimento

### Con gli Articolo 31
- 1993 – Strade di città
- 1994 – Messa di vespiri
- 1996 – Così com'è
- 1998 – Nessuno
- 1999 – Xché sì!
- 2002 – Domani smetto
- 2003 – Italiano medio
- 2024 – Protomaranza

### Con gli USB
Album in studio
- 2013 – L'astronave

Singoli
- 2012 – Spargiamo amore
- 2012 – Ora che
- 2012 – Tempo imperfetto
- 2013 – Dipende da te
- 2013 – Mono

## Videografia

### Video musicali
| Anno | Titolo                                                          | Regista/i                        |
| ---- | --------------------------------------------------------------- | -------------------------------- |
| 2006 | This Feeling (feat. Maya Azucena e Krumbsnatcha)                | Alberto Polo Cretara             |
| 2006 | By My Side (feat. Maya Azucena e Big Brooklyn Red)              | Stefano Bertelli                 |
| 2009 | Stessa onda (feat. Paolo Brera e Roy Paci)                      | Simone Pellegrini                |
| 2010 | Se lo vuoi (feat. Didie)                                        | Simone Pellegrini                |
| 2010 | Parli (feat. DJ Enzo e Oscar White)                             |                                  |
| 2010 | Due settimane (feat. Pino Pepsee)                               | Claudio Zagarini                 |
| 2010 | Sorrisi a tradimento (feat. New Sport)                          | Claudio Zagarini                 |
| 2011 | Lampi che annunciano (feat. Pino Pepsee)                        | Alessandro Trovò, Sergio Bosatra |
| 2011 | Naa na (feat. Zuli)                                             | Namas                            |
| 2012 | Ora che (come USB)                                              | Claudio Zagarini                 |
| 2012 | Tempo imperfetto (come USB)                                     | Claudio Zagarini                 |
| 2013 | Dipende da te (come USB, feat. Alan Sorrenti)                   | Namas                            |
| 2013 | Mono (come USB)                                                 | Niccolò Spirito                  |
| 2013 | Scappiamo via (come USB)                                        | Namas                            |
| 2013 | Libera la mente (come USB)                                      | Alessandro Raimo                 |
| 2015 | Vieni con me (con Supa Bros)                                    | Andrea De Biasi                  |
| 2016 | Beat in My Soul (feat. Avatar)                                  | Davide "Oryon" Giordano          |
| 2016 | Questa estate (feat. Pino Pepsee, Uchieman ed El Vecio)         | Antonello Leo                    |
| 2016 | Ballo io (feat. Tremkin)                                        | Claudio Zagarini, Giada Job      |
| 2018 | Opportunità (feat. Danny Losito e Pino Pepsee)                  | Ronf Animation                   |
| 2021 | Tonight mon amour (con Wlady feat. Il Cile e Katia Ricciarelli) | Michele Piazza                   |
| 2021 | La frusta (con Wlady feat. Primo)                               | Dimitri Porri                    |
| 2022 | Troppo sbattimento (con Wlady feat. J-Ax)                       | Ronf Animation                   |
| 2022 | Luci della ribalta (con Wlady feat. DJ Enzo e Awa Fall)         | Piero Ali Passatore              |

## Filmografia
- Senza filtro, regia di Mimmo Raimondi (2001)
- Natale a casa Deejay,  regia di Lorenzo Bassano (2004)
- Tic toc, regia di Davide Scovazzo (2023)